# Belgio all'Eurovision Young Musicians
Il Belgio ha debuttato all'Eurovision Young Musicians 1986, svoltosi a Copenaghen, in Danimarca.

## Partecipazioni
- Primo posto
- Secondo posto
- Terzo posto

| Anno                                    | Artista             | Strumento   | Canzone | Posizione       | Posizione         |
| Anno                                    | Artista             | Strumento   | Canzone | Finale          | Semifinale        |
| --------------------------------------- | ------------------- | ----------- | --- | --------------- | ----------------- |
| 1986                                    | Rhonny Ventat       | Sassofono   | N.A. | Non qualificata | Non qualificata   |
| 1988                                    | Eliane Reyes        | Pianoforte  | N.A. | Non qualificata | Non qualificata   |
| 1990                                    | Christophe Delporte | Fisarmonica | 1) Concerto per Fisarmonica e Orchestra in B-Maggiore, 2° e 1° movimento, di Nikolaj Chajkin                              | 3º              | N.A.              |
| 1992                                    | Marie Hallynck      | Violoncello | N.A. | 3º              | N.A.              |
| 1994                                    | David Cohen         | Violoncello | 1) Cantillene-jeu, di P.B. Michel                                                                                         | Non qualificata | Non qualificata   |
| 1996                                    | David Cohen         | Violoncello | N.A. | Non qualificata | Non qualificata   |
| Nessuna partecipazione nel 1998         |                     |             | |                 |                   |
| 2000                                    | Yossif Ivanov       | Violino     | N.A. | Non qualificata | Non qualificata   |
| Nessuna partecipazione nel 2002         |                     |             | |                 |                   |
| 2004                                    | Philippe Ivanov     | Pianoforte  | N.A. | Non qualificata | Non qualificata   |
| 2006                                    | Ilia Laporev        | Violoncello | N.A. | Non qualificata | Non qualificata   |
| Nessuna partecipazione dal 2008 al 2016 |                     |             | |                 |                   |
| 2018                                    | Alexandra Cooreman  | Violino     | 1) Presto per Sonata per Pianoforte e Violino, op. 23, di Ludwig van Beethoven 2) Valse-Scherzo, di Pëtr Il'ič Čajkovskij | Non qualificata | Non qualificata   |
| Nessuna partecipazione nel 2020         |                     |             | |                 |                   |
| 2022                                    | Thaïs Defoort       | Violoncello | 1) 1° motivo dal Concerto per violoncello in mi minore, op. 85 di Edward Elgar                                            | F               | Niente semifinali |
| 2024                                    | Mahault Ska         | Pianoforte  | 1) 1° movimento dal Concerto per pianoforte in Sol minore di Felix Mendelssohn                                            |                 | Niente semifinali |

## Città Ospitanti
| Anno | Città     | Luogo        | Presentatori |
| ---- | --------- | ------------ | ------------ |
| 1992 | Bruxelles | Cirque Royal | N.A.         |